# Le Pouget
Le Pouget település Franciaországban, Hérault megyében. Lakosainak száma 2101 fő (2022. január 1.). Le Pouget Canet, Plaissan, Popian, Pouzols, Puilacher, Saint-Bauzille-de-la-Sylve, Tressan és Vendémian községekkel határos.

## Népesség
A település népességének változása:
| Lakosok száma | 1077 | 987  | 1103 | 1744 | 1884 | 2007 | 2054 | 2082 | 2096 | 2101 |
|               | 1968 | 1982 | 1990 | 2006 | 2013 | 2015 | 2017 | 2019 | 2020 | 2022 |